# Mestoverschot in Nederland

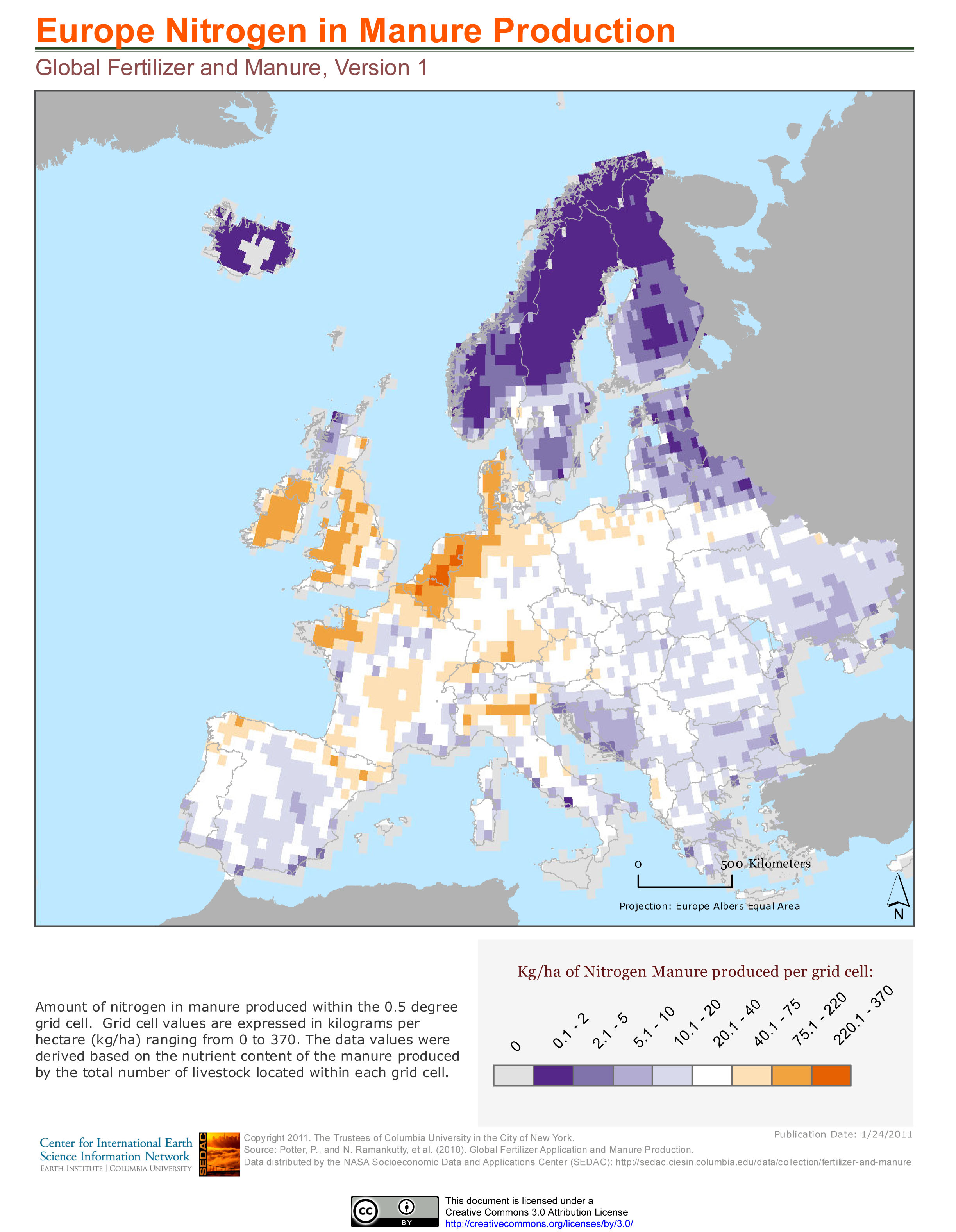
Kaart van de productie van stikstof door de aanmaak van dierlijke mest in Europa (2011)

Van een mestoverschot is sprake als een bedrijf meer dierlijke mest produceert dan op eigen grond of in de directe omgeving (verantwoord) gebruikt kan worden. Vanaf eind jaren zestig kende de Nederlandse landbouw een spectaculaire groei door specialisatie, schaalvergroting en intensivering. Hierdoor ontstonden met name in de varkens- en pluimveehouderij intensieve grondloze bedrijven. Door het gebrek aan voorzieningen om de grote hoeveelheden mest te verwerken kwam veel toch op het land terecht. Dit zorgde voor ophoping van mineralen en zware metalen (bijvoorbeeld van koper dat als groeibevorderaar aan varkensvoer werd toegevoegd en zo in mest terecht kwam) in de bodem en verontreiniging van het grondwater. Niet alleen kwam hierdoor de drinkwatervoorziening in gevaar, ook zorgde het voor bodemvruchtbaarheidsproblemen.
Lange tijd vonden rapportages die waarschuwde voor het gevaar van de mestoverschotten geen gehoor. De problemen werden gebagatelliseerd en men gokte er op dat er vanzelf (autonome) technische oplossingen zouden komen . Door de toegenomen bemoeienis met de bodembescherming op het departement van Milieuhygiëne nam de druk op het ministerie van Landbouw en Visserij om iets aan de mestproblematiek te doen toe. In 1983 kwam er een kentering in de bagatelliserende houding van het Ministerie van Landbouw en Visserij toen zij een commissie instelde (Commissie van Advies inzake de Mestproblematiek) ter voorbereiding van de Wet Bodembescherming en de Meststoffenwet. De commissie werd voorgezeten door de voorzitter van de Noord-Brabantse Christelijke Boerenbond en bestond uitsluitend uit agrariërs. De informatie die werd verschaft door de Commissie van Advies inzake de Mestproblematiek zorgde uiteindelijk voor een versnelde beleidsontwikkeling.

## Regionale verschillen
Het probleem van mestoverschotten is het grootst in de intensieve veehouderij. Deze bedrijven hebben immers geen grond om de geproduceerde mest op te gebruiken. Varkens en pluimvee waren in 1993 verantwoordelijk voor respectievelijk 58% en 38% van het mestoverschot. De intensieve veehouderij is sterk geconcentreerd in het zuiden (Noord-Brabant en Limburg) en oosten (Overijssel, Gelderland en Utrecht) van Nederland. Derhalve is het mestoverschot, vanaf het begin tot heden, hoofdzakelijk in deze gebieden een probleem. In 2010 werd er in Zeeland, Flevoland,  Noord-Holland, Zuid-Holland, Groningen en Drenthe zelfs minder mest geproduceerd dan gebruikt kon worden. Dit onderstreept het belang van een goede verspreiding van de geproduceerde mest.

## Wetgeving

### Interimwet beperking varkens- en pluimveehouderijen

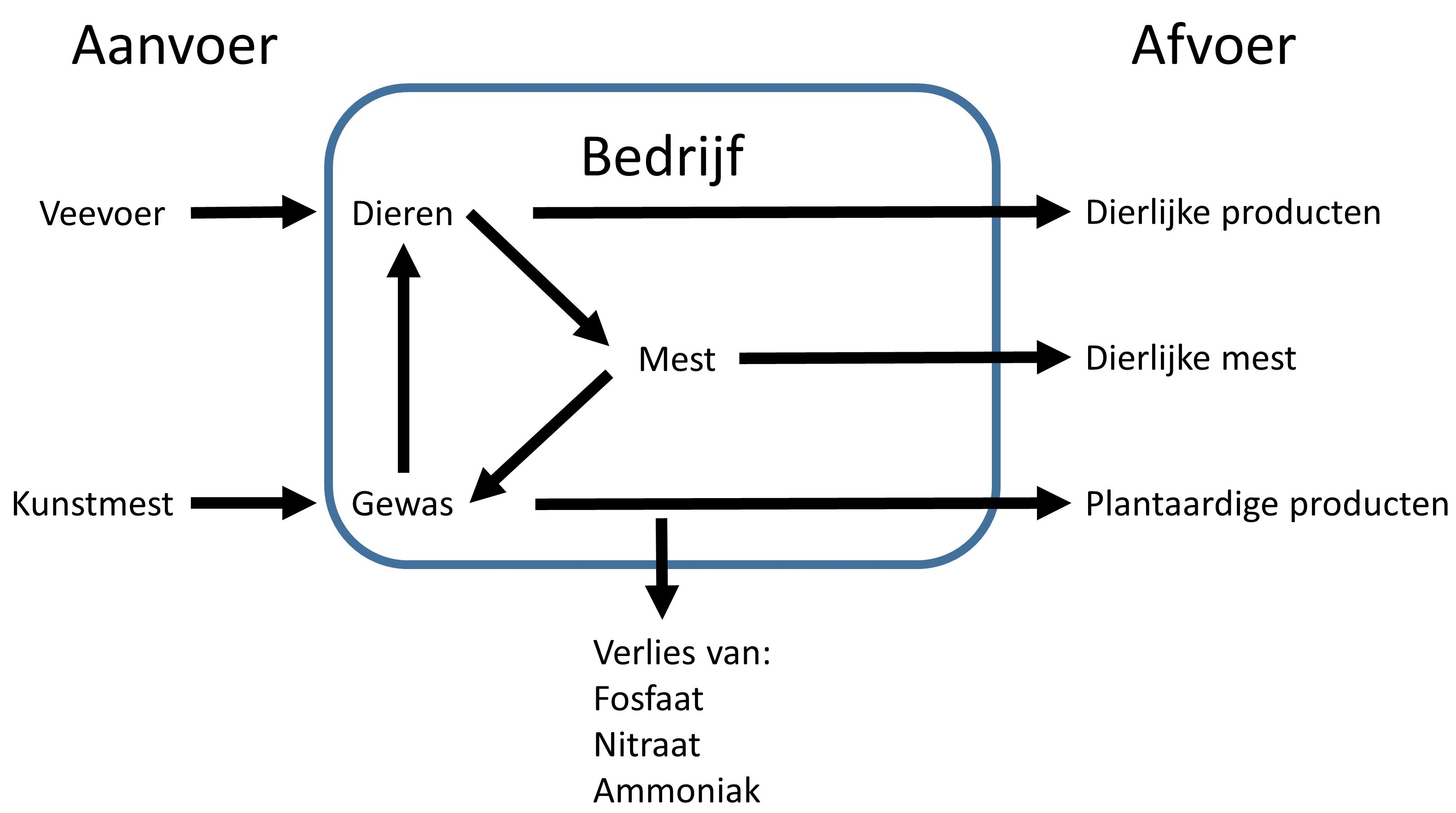
Schematisch overzicht van mineralen binnen een agrarisch veeteeltbedrijf

In november 1984 werd de landbouw sector overvallen door de aankondiging van de "Interimwet beperking varkens- en pluimveehouderijen", een onmiddellijk vestigingsverbod voor de varkensmesterijen en pluimveehouderijen, door het Ministerie van Landbouw en Visserij. De Interimwet hield in dat er geen nieuwe varkens- of pluimveebedrijven gestart konden worden en dat bestaande bedrijven hun veestapel konden maar beperkt uitbreiden (10% uitbreiding in concentratiegebieden en 75% daarbuiten). De reden van het snelle en 'onverwachte' ingrijpen was de introductie van de superheffing. Omdat de superheffing het uitbreiden van de melkveestapel beperkte was men bang dat boeren over zouden gaan naar uitbreiding binnen de varkens- of pluimveehouderij.
De focus van de wet lag initieel op de varkenshouderij vanwege het intensieve karakter. Na vragen van de Raad van Staten werd ook de pluimveehouderij aan de wet toegevoegd. Het mestoverschot was bij de pluimveehouderij, relatief tot de varkenshouderij, een minder groot probleem door de grote vraag van akkerbouwers naar deze mest (vanwege het hoge fosfaatgehalte). Echter besloot men ook de pluimveehouderij te beperken in verband met de samenstelling van de mest.
Het moet opgemerkt worden dat de Interimwet niet van toepassing was op
- bedrijven die tijdens de landbouwtelling een afwijkend (laag) aantal dieren op het bedrijf had
- bedrijven die sinds de vorige landbouwtelling waren uitgebreid
- bedrijven die een Hinderwet- of bouwvergunning hadden aangevraagd voordat het wetvoorstel in de Tweede Kamer werd besproken.

Hierdoor nam de varkensstapel tussen 1984 en 1987 met 28% toe. De pluimveestapel nam in dezelfde periode met ruim 16% toe.
De zogenaamde 'bouwstop', zoals de regeling door boeren werd genoemd, zorgde voor veel verontwaardiging. Het was niet alleen dat er een beperking kwam op het uitbreiden van de veestapel die voor een woede reactie zorgde. Wat men misschien nog wel erger vond was dat de wet was ontstaan zonder overleg met de sector, dat tot dan toe binnen het Groene Front had plaats gevonden. Door de gevolgde procedure van strikte geheimhouding, en niet zozeer door het (relatief beperkte) ingrijpen als zodanig, kwam de Interimwet als 'een donderslag bij heldere hemel'.

### Meststoffenwet

#### Fase 1: Introductie nationale gebruiksnormen fosfaat in dierlijke mest
Op 1 januari 1987 trad een gedeelte van Meststoffenwet, ter vervanging van de Interimwet beperking varkens- en pluimveehouderijen, in werking. Het einddoel van de wet was een evenwichtsbemesting met fosfaat in 2000. Het zou nog tot 1987 duren voordat de wet volledig van kracht was. De Meststoffenwet voorzag in regels met betrekking tot de uitbreiding en gebruik van de mestproductie alsmede het afvoeren en verwerken van mestoverschotten. Het gewenste bemestingsniveau werd gebaseerd op de fosfaatonttrekking van het verbouwde gewas. Dat men niet meeging in het advies om bodemvruchtbaarheid als criterium voor normering te gebruiken zorgde initieel voor veel kritiek. Vanuit milieuhygiënisch uitgangspunt werd het landelijk mestoverschot vele malen groter door het gebruik van fosfaatnormen in plaats van bodemvruchtbaarheidsnormen.
In twee fases werd het gebruik van dierlijke meststoffen aan banden gelegd. In de eerste fase (van 1987 tot 1991) werd het gebruik van dierlijke meststoffen per jaar beperkt tot
- 125 kg fosfaat per hectare voor bouwland en snelgroeiend bos (wilgen en populieren)
- 250 kg fosfaat per hectare voor grasland
- 350 kg fosfaat per hectare voor (snij)maisland
- 0 kg fosfaat (oftewel verbod op gebruik van dierlijke mest) voor natuurgebieden
- 70 kg fosfaat per hectare voor overige percelen

Voor gronden met een zeer hoog fosfaatgehalte was het mogelijk om een strengere norm te gebruiken (70, 75 en 110 kg fosfaat per hectare per jaar op respectievelijk bouwland, snijmaispercelen en grasland). Voor fosfaatarme gronden kende de wet een ontheffingsmogelijkheid.
De wet introduceerde eveneens een verbod op het uitrijden van mest op bevroren grond of grond bedekt met vast sneeuw. Uitgereden mest moest vanaf dat moment ook ondergewerkt worden.
Naast de beperking op het gebruik van de hoeveelheid fosfaat per hectare en regulering van het uitrijden van mest kwam er ook een 'mestquotum'. Voordat de wet ingevoerd werd waren veehouders verplicht door te geven
- Het aantal dieren dat werd gehouden, naar diersoort
- De grootte van het areaal land dat bij het bedrijf hoorde
- De hoeveelheid dierlijke meststoffen die op het bedrijf werd geproduceerd, zowel van het bedrijf als geheel als naar diersoort en - categorie

Dit laatste diende als de referentiehoeveelheid die men aan mest mocht produceren.

##### Handhaving
De Stichting Landelijke Mestbank werd opgericht om de verschillende meststromen centraal te registreren. Daarnaast bemiddelde en coördineerde de mestbank het transport ter afvoer van te veel geproduceerde mest. Ter financiering van de activiteiten van de mestbank kwam er een overschotheffing. Door een groot mestoverschot zwaarder te belasten dan een klein overschot, werd invulling gegeven aan het principe dat de veroorzaker van de mestproblematiek betaalt voor de oplossing ervan. Hierbij werd de mestproductie tot 125 kilogram fosfaat per hectare landbouwgrond niet belast, de mestproductie tussen de 125 en de 200 kilogram fosfaat per hectare werd met f 0,25 per kilogram fosfaat belast, en elke grotere hoeveelheid wordt met f 0,50 per kilogram fosfaat belast.
Om de omvang van de mestproductie te berekenen en aannemelijk te maken dat er niet meer fosfaat dan toegestaan werd gebruikt, diende men een mestboekhouding bij te houden. Het is immers niet mogelijk de fosfaatnormen feitelijk in het veld te bepalen. Het mestoverschot werd bepaald door de opgegeven mestproductie (op basis van het doorgegeven aantal dieren en wettelijk vastgestelde omvang van de mestproductie per dier) en de plaatsingsruimte op het bedrijf. Men moest, binnen een maand, mestafleveringsbewijzen aan de mestbank overleggen om aan te tonen dat de mestoverschotten daadwerkelijk waren afgevoerd.
Voor de handhaving van het uitrijverbod in de winter en handhaving van de voorgeschreven onderwerken van de mest waren zichtcontroles noodzakelijk. Deze werden onder andere gedaan door opsporingsambtenaren van de Algemene Inspectiedienst (AID) van het Ministerie van Landbouw en Visserij.

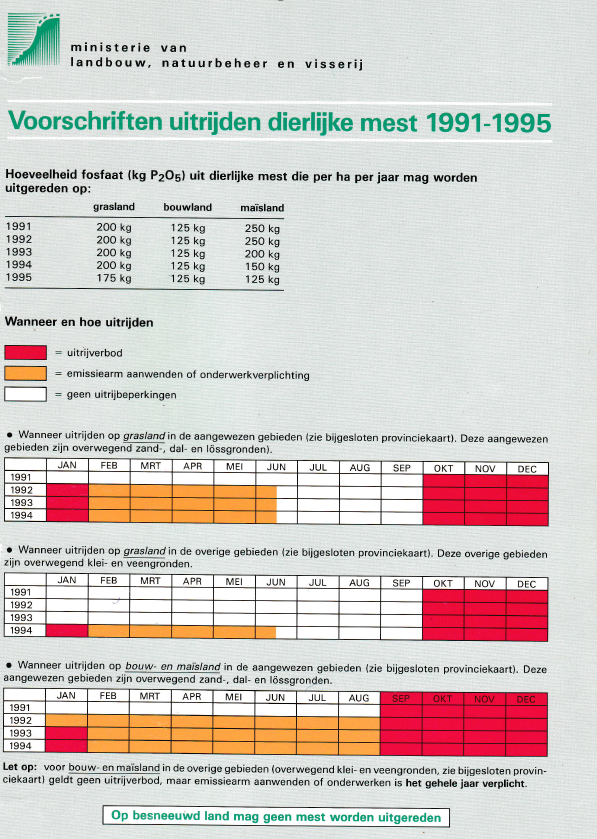
Informatiekaart van het LNV over de aanscherpingen van de Meststoffenwet in 1991

#### Fase 2: Aanscherping nationale gebruiksnormen fosfaat in dierlijke mest
In de tweede fase (van 1991 tot 1994) werd dit verder beperkt tot
- 125 kg fosfaat per hectare voor bouwland met ingang van 1991
- Voor grasland
  - 200 kg fosfaat per hectare met ingang van 1991
  - 175 kg fosfaat per hectare met ingang van 1995
- Voor (snij)maispercelen
  - 250 kg fosfaat per hectare met ingang van 1991
  - 200 kg fosfaat per hectare met ingang van 1993
  - 150 kg fosfaat per hectare met ingang van 1994
  - 125 kg fosfaat per hectare met ingang van 1995

De eerste opzet van de Meststoffenwet kende een uitrij verbod voor de wintermaanden. Het doel van zo'n beperking was het voorkomen van uit- en afspoeling van stikstof en fosfaat, dat het grootst is buiten het groeiseizoen. Buiten het groeiseizoen worden mineralen immers niet tot nauwelijks opgenomen door de gewassen (oftewel de mineralenbenutting is laag). Echter was er binnen de sector niet genoeg opslagcapaciteit voor dergelijk verbod. Het verbod werd daarom uitgesteld zodat het probleem zich niet zou verplaatsen. In de tweede fase is het verbod op het uitrijden van dierlijke mest wel ingegaan. Vanaf 1 januari 1991 was het verboden dierlijke mest uit te rijden vanaf 1 september (voor grasland vanaf 1 oktober) tot en met 31 december. Vanaf 1993 werd het uitrijden van dierlijke mest verboden tot en met januari.
Tot 1992 was de wet enkel van toepassing op mestproductie van varkens, kippen en koeien. Vanaf 1992 werd de wet uitgebreid en gold het ook voor pelsdieren, eenden, konijnen, schapen en geiten.
In 1994 werd de Wet Verplaatsing Mestproductie ingevoerd. In deze wet werden de referentiehoeveelheden ('mestquotum') vervangen door mestproductierechten. De mestproductierechten waren opgedeeld in grondgebonden rechten, hectare grond van het bedrijf maal 125 kg fosfaat, en niet-grondgebonden mestproductierechten, alle mestproductie boven de 125 kg fosfaat per hectare. Deze mestproductierechten waren verhandelbaar, waarbij 25% werd afgeroomd.

#### Fase 3: Introductie verliesnormen stikstof en fosfaat
In 1998 werd het MINAS geïntroduceerd ter vervanging van de mestboekhouding. In MINAS werd voor elk landbouwbedrijf jaarlijks het overschot aan stikstof en fosfaat bepaald als verschil tussen de aangevoerde mineralen (kunstmest en veevoer) en afgevoerd mineralen (dierlijke producten en mest) per hectare. Bedrijven betaalde een heffing per kg stikstof en/of fosfaat als het overschot fosfaat hoger was dan de daarvoor bepaalde verliesnormen.
Opgemerkt moet worden dat er nu pas sprake is van normen op stikstof. In aanloop van het in werking treden van de Meststoffenwet was wel gesproken van een beperking op stikstof. Echter wisselt de concentratie stikstof voor verschillende soorten mest veel sterker dan dat fosfaat dat doet. Hierdoor was een systeem gebaseerd op stikstof gebruiksnormen eerder niet hanteerbaar. Omdat stikstofgehaltes in mest  vaak samenhangen met de fosfaatgehaltes was het beperken van fosfaat een middel om indirect ook het stikstof te beperken. Vanaf 1998 werd de stikstof dus op een directere manier beperkt.
Naast de introductie van MINAS kwamen er varkensrechten (in 1998) en pluimveerechten (in 2001). De dierrechten (ook wel productierechten) werden uitgedrukt in fosfaat en hadden het doel het aantal varkens en pluimvee in Nederland te beperken om zodoende het mestoverschot op te heffen.

##### Handhaving
Met de introductie van MINAS werd de Stichting Landelijke Mestbank opgeheven. Het Bureau Heffingen, een zelfstandige dienst binnen het Ministerie van Landbouw, Natuurbeheer en Visserij,  werd verantwoordelijk voor het bijdragen aan de uitvoerbaarheid van wet- en regelgeving (bijvoorbeeld door advies te geven) en voor het uitvoeren van de wet- en regelgeving (zoals het vaststellen en innen van overschotheffingen, registratie van MINAS etc).

##### Kritiek van Europa
In 1991 was in Europa de Europese Nitraatrichtlijn aangenomen. Bij de introductie van MINAS in 1998 stelde de Europese Commissie al vast dat het programma niet aan de richtlijnen voldeed. Na jaren overleg volgende in 2003 een 'veroordeling', de advocaat-generaal van het Europese Hof van Justitie vond dat de Nederlandse aanpak van het mestoverschot tekortschoot. De regulerende heffing is achteraf en sturing moet vooraf. Daarnaast schrijft de Nitraatrichtlijn dwingende gebruiksnormen voor, terwijl bij MINAS de overproductie van mest als het ware afgekocht kon worden.

#### Fase 4: Gebruiksnormen fosfaat- en stikstofdifferentiatie

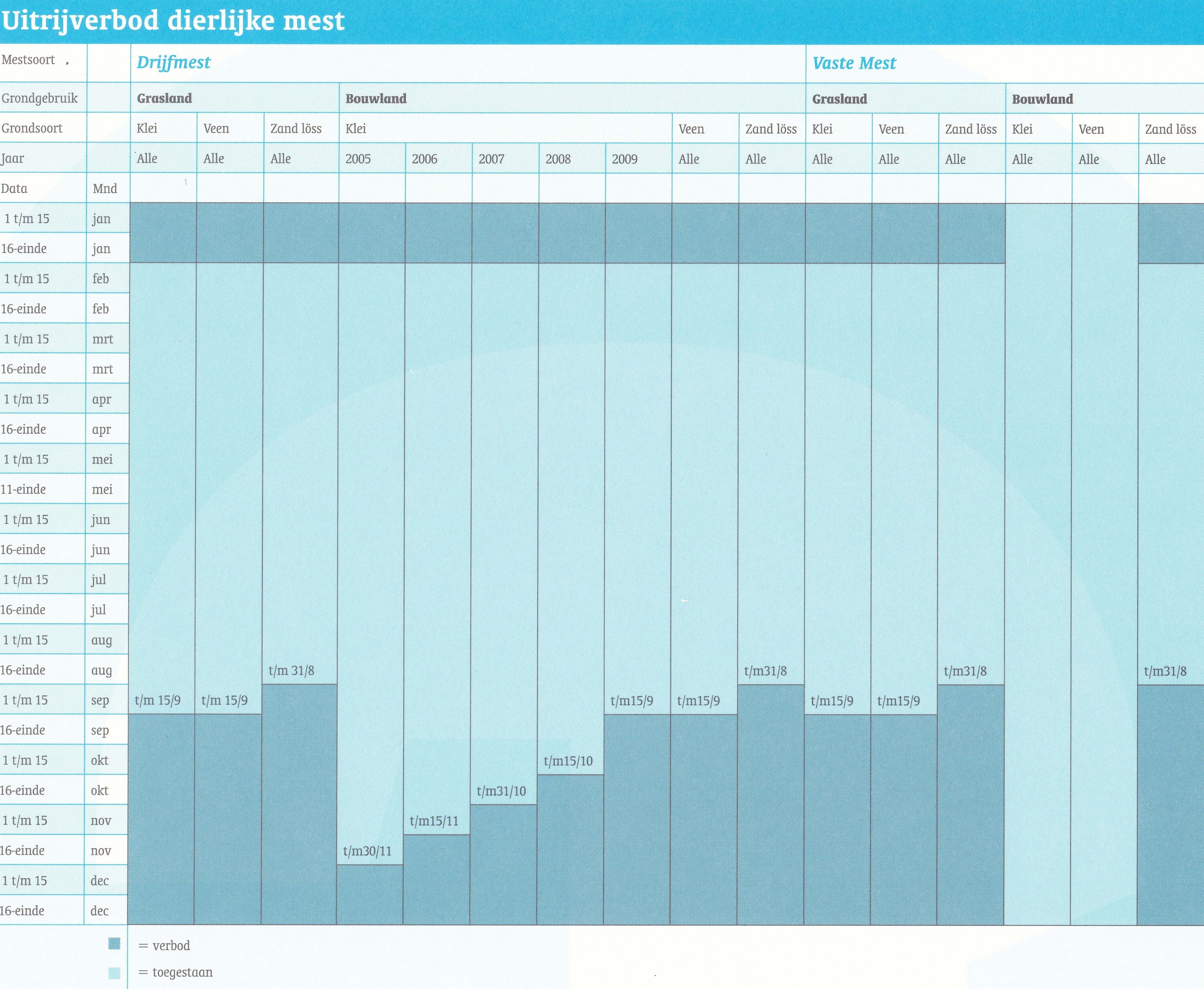
Overzicht uitrijverbod mest vanaf 1 januari 2006

Naar aanleiding van de kritiek uit Europa werd het MINAS in 2006 afgeschaft en stapte men over op een gebruiksnormenstelsel voor werkzame stikstof, dierlijke mest en totaal fosfaat.
- Fosfaatgebruiksnormen zijn afhankelijk van de fosfaattoestand van de bodem, met een hoger toegestaan fosfaatgebruik in fosfaat arme gronden en een lager toegestaan fosfaat rijke gronden.
- Stikstofgebruiksnormen, uitgedrukt in werkzame stikstof in meststoffen, zijn afhankelijk van de gewassen en grondsoort. Voor uitspoelingsgevoelige gewassen (suikerbieten, wintertarwe, zomertarwe, wintergerst, zomergerst en aardappelen) op kleigrond waarbij er de afgelopen drie jaar elk jaar een bovengemiddelde opbrengst hadden mogen extra stikstof gebruiken. Dit wordt stikstofdifferentiatie genoemd.
- Gebruiksnormen dierlijke mest, uitgedrukt in totaal stikstof, zijn vastgesteld in de Europese Nitraatrichtlijn. Er mag maximaal 170 kg nitraat per hectare gebruikt worden, met als uitzondering dat bedrijven met 70% grasland gebruik kunnen maken van derogatie.

De werkingscoëfficiënt werd geïntroduceerd om in dierlijke en andere organische mest de werkzame stikstof te berekenen. De werkingscoëfficiënt is in feite een percentage van de gebruikte hoeveelheid meststof. Voor dierlijke mest en andere organische meststoffen zijn verschillende percentages vastgesteld die afhankelijk zijn van de mestsoort, herkomst, type bedrijf (met of zonder beweiding) en tijdstip van gebruik. Zo wordt voor compost gerekend met een werkingscoëfficiënt van 10% (oftewel compost bestaat voor 10% van zijn gewicht uit werkzame stikstof), terwijl voor kunstmest wordt gerekend met een werkingscoëfficiënt van 100% (oftewel bestaat volledig uit werkzame stikstof).
In het Besluit Gebruik Meststoffen (Bgm) zijn er voor dierlijke mest regels opgesteld voor het tijdstip van bemesting. Daarin wordt onderscheid gemaakt naar grondsoort en naar type mest (vaste mest dan wel drijfmest).
- Op grasland mag drijfmest op alle grondsoorten uitgereden worden vanaf 16 februari tot 1 september. Vaste mest mag op klei en veen uitgereden worden van 1 februari tot 16 september en op zand- en lössgrond van 1 februari tot 1 september.
- Op bouwland mag drijfmest op alle grondsoorten uitgereden worden vanaf 1 februari tot 1 augustus, of tot 1 september als uiterlijk op 31 augustus een groenbemester wordt geteeld of als in het najaar bollen geteeld worden. Vaste mest mag jaarrond uitgereden worden op bouwland op klei en veen. Dit geldt ook op zand- en lössgrond indien op de desbetreffende grond bomen worden geteeld, voor zover het uitrijden direct voorafgaand aan de aanplant plaatsvindt; anders mag vaste mest op zand- en lössgrond van vanaf 1 februari tot 1 september worden uitgereden.

De Wet grondgebonden groei melkveehouderij trad op 1 januari 2018 in werking. Deze wet wordt nu al toegepast met de Algemene Maatregel van Bestuur verantwoorde groei melkveehouderij (AMvB grondgebondenheid) van 1 januari 2016. Het doel van de maatregel is voorkomen dat de melkveehouderij zonder grond kan groeien. Zo beperkt de AMvB grondgebondenheid de mogelijkheid voor melkveebedrijven om alleen op basis van mestverwerking te groeien.

## Cijfers
In 2016 zijn de EU-fosfaat- en stikstofplafonds door Nederland vertaald in sector specifieke plafonds
|           | Stikstofplafond | Fosfaatplafond |
| --------- | --------------- | -------------- |
| Nationaal | 504 mln. kg.    | 172,9 mln. kg  |
| Melkvee   | 282 mln. kg     | 84,9 mln. kg   |
| Varkens   | 99,1 mln. kg    | 39,7 mln. kg   |
| Pluimvee  | 60,3 mln. kg    | 27,4 mln. kg   |

In 2008, 2009, 2010, 2015 en 2016 werd het fosfaatexcretieplafond overschreden. De overschrijding in 2015 werd met name veroorzaakt door de afschaffing van het melkquotum. Ter voorbereiding schroefden melkveehouders de melkproductie per koe op, met hogere fosfaatproductie als gevolg, en begon men meer koeien te houden. Omdat men het fosfaatplafond in 2016 nogmaals overschreed kwamen de sectorpartijen (NZO, LTO en NMV) en het Ministerie van Economische Zaken,
Landbouw en Innovatie samen met een maatregelenpakket (voor de melkveesector). Dit pakket kende drie onderdelen:
- Verlaging van het fosforgehalte in veevoer: Fosfor in veevoer heeft een productie verbeterende invloed, echter wordt daardoor ook het fosforgehalte in mest hoger. Vanaf dit moment geldt er een gemiddeld maximaal bruto fosforgehalte in melkveemengvoer van 4,3 gram per kilogram mengvoer (was 4,5) of een gemiddelde maximum verhouding fosfor/ruw eiwit in melkveemengvoer van 2,2 (was 2,3).
- Een subsidieregeling voor bedrijfsbeëindiging (stoppersregeling) waardoor de melkveestapel met 60.000 koeien verkleind zou worden.
- Een ministeriële regeling ('superheffing nieuwe stijl') om de melkveestapel met 100.000 koeien te verkleinen. Dit kwam er op neer dat men 4% minder grootvee-eenheden mocht houden dan in 2015.[17][18]

Daarna daalde de fosfaatexcretie. Om er voor te zorgen dat de fosfaatproductie structureel onder het plafond zou blijven werd in 2018 het fosfaatrechtenstelsel geïntroduceerd.
Met betrekking tot het stikstofplafond bleef de productie tussen 2006 en 2014 (met uitzondering van 2010) onder het plafond, daarna volgde vier jaar waarin het plafond werd overschreden. In 2017, de piek, werd het plafond met 7% overschreden. De stijging van de stikstofproductie werd veroorzaakt door een combinatie van meer dieren, een hoger eiwitgehalten in het ruwvoer en een grotere voederbehoefte door een hogere melkproductie per dier per jaar.
In 2023 lag de hoeveelheid stikstof en fosfaat onder het plafond.